# Haus Niederberge

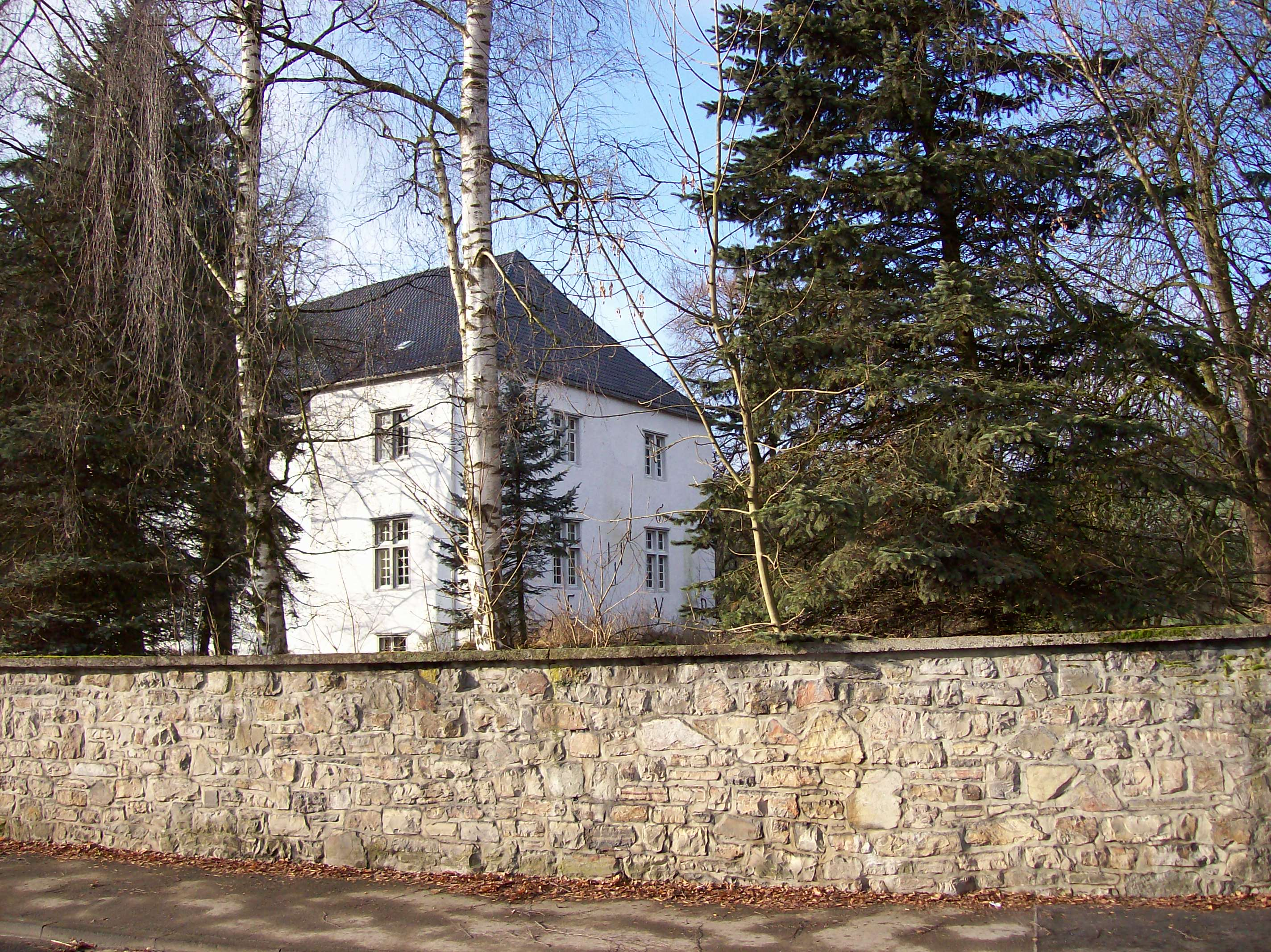
Haus Niederberge, erbaut Anno 1664, Nordseite

Das Haus Niederberge ist ein ehemaliges Rittergut im Mescheder Ortsteil Berge nahe der Wenne.

## Geschichte
Das Gut wurde zum ersten Mal 1313 urkundlich erwähnt. Die Herren von Berge gab es nachweislich schon im 13. Jahrhundert. Anfang des 14. Jahrhunderts waren sie Lehnsmannen des Grafen von Arnsberg. Nach 1384 wechselte der Besitz zu der Adelsfamilie von Mülsborn und danach zu den Adelsfamilien von Schade und von Ense. Durch Heirat der Ida von Ense wurde 1521 Dietrich von Plettenberg Besitzer des Gutes. In der folgenden Generation wurde erneut durch eine Eheschließung der Siegener Amtmann Henrich von Holdinghausen Eigentümer des Besitzes.
1661 erwarb Jobst Edmund von Brabeck für 20.330 Taler das verschuldete Gut.  Drei Jahre später errichtete er das heutige Herrenhaus. Die Inschrift „1664 IEVB“ an der Nordwand des Gebäudes ist heute noch vorhanden. Von Brabecke veräußerte 1670 den Besitz an den Kölner Erzbischof Maximilian Heinrich. 1827 erwarb dann der Graf von Westphalen das Gut. Der Landrat Friedrich Boese erhielt 1841 nach dem Erwerb des Hauses für das Gut die Rittertagsfähigkeit.
1997 gelangte das Gut an die heutigen Besitzer, die es seit 2019 als Eventlocation betreiben.